# مخادمه
مخادمه (به عربی: مخادمة) یک شهرداری در الجزایر است که در استان بسکره واقع شده‌است. مخادمه ۴٬۳۱۷ نفر جمعیت دارد.